# Cabina de bioseguretat
Una cabina de seguretat biològica (CSB), o cabina de bioseguretat, és un recinte tancat, un espai de treball de laboratori amb ventilació forçada per treballar de manera segura amb els materials o mostres contaminats, o potencialment contaminats, amb patògens de grup de risc microbiològic 2 o superior. Existeixen diferents tipus de CSB, que es diferencien en funció del grau de contenció, biocontenció, que ofereixen.

## Propòsit
El propòsit principal d'una CSB és funcionar com una barrera primària per a protegir el treballador de laboratori i el medi ambient que l'envolta dels patògens que pugui estar manipulant el primer. Tot l'aire que s'extreu de la CSB passa a través d'un filtre d'alta capacitat de retenció de partícules (High Efficiency Particulate Air, acrònim anglès HEPA) de manera que permet la retenció al mateix de bacteris i virus nocius. Es tracta d'una retenció física, per tant el filtre va acumulant aquests contaminants però no els inactiva “per se”. S'han de diferenciar aquestes CSB de las cabines de flux laminar, estèril o no, que impulsen aire per la zona de treball cap l'usuari i que per tant estan absolutament contraindicades quan es treballa amb mostres o materials infecciosos. Tampoc les CSB són campanes d'extracció o campanes de gasos, ja que aquests gasos travessen el filtre HEPA i poden tornar íntegrament a la sala de treball si no són conduïts a l'exterior; a l'inrevés, les campanes d'extracció no poden ser emprades per manipular mostres infeccioses, ja que no disposen de filtres HEPA i el que facilitaríem seria l'expulsió de potencials aerosols infecciosos cap a l'exterior.
El propòsit secundari de la majoria de CSB es mantenir l'esterilitat dels materials manipulats (el "producte"), sempre que es segueixin pràctiques microbiològiques estàndard correctes.

## Classes
Els Centres per al Control i la Prevenció de Malalties (CDC) classifica les CSBs en tres classes. Aquestes classes i els tipus de CSBs dins de cada classe es distingeixen en funció de dos paràmetres: el nivell de protecció proporcionat al personal i al medi ambient i el nivell de protecció proporcionat al producte.

### CSB Classe I
Les CSB de Classe I se centren en protegir al personal i al medi ambient però no al “producte”. De fet, el flux cap a dins d'aire pot contribuir a la contaminació de les mostres. La velocitat del flux de l'aire cap a l'interior s'ha de mantenir per sobre dels 0,38 m/s. Aquestes CSB s'utilitzen habitualment per tancar equip específic (per exemple centrifugues) o procediments com manteniment de cultius amb aireig, que potencialment generen aerosols. L'aire que surt de la CSB és canalitzat cap el sistema d'extracció d'aire de l'edifici o bé es re-circulat cap a l'habitació un cop filtrat.

### CSB Classe II
Les CSB de classe II proporcionen dos tipus de protecció (a les mostres per un costat i a l'operador i el medi ambient per l'altre), ja que l'aire que escombra la zona de treball està també filtrat per filtres HEPA. Es distingeixen 4 tipus: Tipus A1 (abans A), Tipus A2 (abans A/B3), i tipus B1, i tipus B2. Els requisits de cada tipus es defineixen per NSF Norma Internacional 49, i d'altres normes. Al voltant del 95% de totes les cabines de bioseguretat instal·lades són de tipus A2.
El principi de funcionament implica l'acció d'un ventilador muntat a la part superior de la cambra que empeny cap a la zona de treball inferior l'aire a través d'un filtre HEPA, conferint a aquest aire esterilitat i laminaritat i constituint una cortina d'aire estèril sobre els productes que estan sent manipulats. Aquest aire impulsat es recupera sota de la superfície de treball i és aspirat de tornada a la part superior de la cambra per passar per una altra filtre HEPA de sortida. A banda, la CSB aspira aire cap a l'interior per la seva part frontal, generant una cortina o barrera per a l'aire potencialment contaminat a l'interior, protegint així l'operador.
La CSB de Tipus A1 (anteriorment Tipus A), té una velocitat mínima d'entrada d'aire de 0,38-0,40 m/s. Aquestes CSB re-circulen el 70% de l'aire a través d'un filtre HEPA de nou cap a la zona de treball i expulsen un 30% de l'aire, a través d'un altre filtre HEPA, cap a l'exterior de la cabina. Com un 30% de l'aire és expulsat li cal una reposició d'un 30% que és el que s'aspira per la part frontal de l'equip. Aquestes CSB no són segures pel treball amb productes químics perillosos excepte quan el filtre HEPA d'extracció esta connectat a un sistema de conduccions que porten aquest aire expulsat cap a l'exterior.
La CSB de Tipus A2 (anteriorment A/B3), té una velocitat d'entrada d'aire mínima de 0,5 m/s. En altres aspectes, les especificacions són idèntiques a les d'una CSB de Tipus A1.
Les CSB de Tipus B1 i B2 tenen una velocitat d'entrada mínima de 0,5 m/s, i han d'estar connectades a l'exterior per un sistema de conduccions; depenen d'un extractor extern. En contrast amb el tipus A1 i A2, les CSB B1 divideix el flux d'aire un cop ha passat per la zona de treball de manera que el 60% és expulsat i només el 40% es fa recircular; òbviament la resta d'aire que necessita la CSB l'agafa de la zona frontal generant l'esmentada cortina d'aire. La CSB de Tipus B2 no fan recirculació d'aire i l'expulsa en la seva totalitat; té les seves aplicacions principalment en el camp de la toxicologia, on importa manipular de forma molt segura productes químics perillosos.
Les CSB de classe II, i dintre d'aquestes, les A1 i A2, són les més freqüents a laboratoris clínics i de recerca tant universitaris com privats, sempre que s'estiguin treballant amb mostres que continguin patògens.

### CSB Classe III
Les CSB de Classe III, en general, estan només instal·lades als laboratoris de màxima contenció (nivell de bioseguretat 4). Són CSB especialment dissenyades per al treball amb agents patògens de grup de risc microbiològic 4, proporcionant la màxima protecció. El recinte delimitat per la CSB és impermeable als gasos, i tots els materials han d'entrar i sortir a través d'un sistema de doble porta que permet cicles de desinfecció/descontaminació del material; o bé sistemes que impliquen la immersió del material a sortir per un tanc amb desinfectant. Aquestes CSB estan proveïdes de guants prou gruixuts a la seva part davantera, segellats a la mampara transparent, que permeten manipular els materials perillosos sense estar-hi en contacte directe; d'aquí la seva denominació anglesa, glove boxes; o caixes de guants.

## Ergonomia
Les Cabines de Seguretat Biològica (CSB) s'utilitzen diàriament durant hores, de vegades pel mateix usuari tota l'estona. A més de la protecció del material i la de l'usuari, els aspectes ergonòmics d'aquest equips han de ser subjecte d'una intensa valoració. Això inclou la reducció del nivell de soroll (per a un ambient de treball més convenient), suport d'altura ajustable (per una posició asseguda optimitzada), finestres laterals de vidre o material transparent (per fer entrar més llum a la zona de treball) a banda d'un bon sistema d'il·luminació interior, que no enlluerni. Moltes cabines actuals fan un lleuger angle cap l'operador (10°) per facilitar una millor posició un cop asseguts.

## Radiació ultraviolada
El CDC no recomana la instal·lació de llums d'UV a les CSB. L'Associació Americana de Seguretat Biològica (ABSA) dona suport a aquesta posició, citant riscos de seguretat pel personal, l'escassa penetració superficial d'aquesta radiació, la seva reducció de l'eficàcia davant humitats relatives altes, i la freqüent necessitat netejar i substituir la làmpada (habitualment un tub fluorescent). No hi ha una posició comuna la respecte perquè altres persones expertes (Meechan and Wilson, 2006) assenyalen que: 
- No hi ha cap referència autoritzada que indiqui la necessitat d'eliminar la pols i la brutícia de les làmpades.
- La pols que es pot acumular sempre serà mínima perquè si una CSB funciona correctament l'aire que circula pel seu interior és molt net (filtres HEPA).
- Els laboratoris on es troben les CSB en la seva gran majoria disposen d'aire condicionat la qual cosa elimina la preocupació per la inhibició de l'efecte de la radiació UV en ambients d'humitat elevada.
- Amb l'ús adequat UV el risc d'exposició als usuaris és molt baix.
- La desinfecció per UV és eficaç, germicida i virucida, i ajuda a eliminar la contaminació d'ADN a les tècniques de biologia molecular (PCR).
- La desinfecció per UV té l'avantatge de no deixar residus com molts desinfectants químics.

## Cura i Manteniment
Les CSB com a barreres primàries i elements crítics de protecció han de ser revisades i controlades seguint una programació. En cadascuna de les comprovacions, normalment fetes amb periodicitat anual, es comprova la velocitat del flux d'aire, la seva homogeneïtat i l'estat del filtre HEPA. Els filtres HEPA tenen una vida útil limitada. Depenent de l'entorn de laboratori i el tipus de mostres utilitzades, aquesta vida pot escurçar-se o bé veure's allargada. La colmatació progressiva, o pèrdua de rendiment del filtre, determinava a les CSB antigues una reducció gradual de la velocitat d'impulsió. Actualment la majoria de les CSB incorporen sistemes que incrementen les revolucions del ventilador per mantenir les condicions òptimes alhora que mostren missatges d'alerta o alarma pel que fa a l'estat del filtre.
El canvi de filtre és una operació delicada (encara que actualment amb la tècnica bag-in, bag-out resulta prou segura) i ha de ser executada per persones capacitades; molt freqüentment abans de qualsevol manipulació dins del plenum, de l'interior de la CSB, caldrà executar una descontaminació, que inclourà el filtre HEPA per mitjà de vaporització de formaldehid o bé peròxid de di-hidrogen.

## Pràctiques de treball
Igual que amb el treball en les bancades obertes de treball, el treball a realitzar dins d'una CSB s'ha de fer amb cura i seguretat. Els moviments amb els braços i les mans no han de ser bruscos, ni ràpids; cal reduir al màxim totes les activitats que impliquin esquitxades o generacions d'aerosols; és convenient dividir imaginàriament la CSB en tres fraccions, una de material net i subministraments, una zona de treball, i finalment una zona de residus de manera que el material i l'activitat flueixi sempre en una sola direcció i sempre la mateixa; de la mateixa manera, és convenient no treballar en els primers 10 cm des de la reixeta de captació d'aire frontal; s'han d'evitar flames obertes, ja que determinin una forta distorsió de la laminaritat del flux d'aire comprometen la seguretat de la CSB; i un cop acabada la feina tot el material ha de ser retirat prèvia descontaminació del mateix i també s'han de descontaminar totes les superfícies internes de la CSB.
Abans de moure o canviar d'ubicació una CSB o de fer el canvi del seu filtre HEPA cal fer una descontaminació de l'interior de la CSB, les parts no accessibles, habitualment per fumigació amb formaldehid o peròxid de di-hidrogen. Sempre que s'hagi produït un canvi d'ubicació d'una CSB, o després del canvi del filtre HEPA, la CSB ha de ser sotmesa a una nova validació del seu funcionament.

## Estàndards internacionals principals pel que fa a cabines de bioseguretat
- American Standard NSF 49 http://standards.nsf.org/apps/group_public/download.php/3604/NSF_49-08e-rep-watermarked.pdf
- European Standard EN 12469 https://www.en-standard.eu/csn-en-12469-biotechnology-performance-criteria-for-microbiological-safety-cabinets/?gclid=CjwKEAjwjPXIBRDhwICRg-DbgHISJADP6QXpQ1B3hxvLhnEUYzaEQMGXNZtjAInYQFcO7KxOstt6BRoCjvjw_wcB
- Australian Standard AS 2252
- Japanese Standard JIS K 3800 http://www.webstore.jsa.or.jp/webstore/Com/FlowControl.jsp?lang=en&bunsyoId=JIS+K+3800%3A2009&dantaiCd=JIS&status=1&pageNo=0%5BEnllaç+no+actiu%5D